# Ритидофиллум
Ритидофи́ллум (лат. Rhytidophyllum) — род семейства Геснериевые (лат. Gesneriaceae), включающий в себя 8 видов многолетних наземных кустарников или деревьев, как правило, с одним стволом.

## Этимология названия
Название рода происходит от др.-греч. ρυτις, ρυτιδος «rhytis, rhytidos» — «сморщеный» и др.-греч. φυλλον «phyllon» — «лист», что указывает на морщинистую или складчатую поверхность листьев некоторых видов.

## Ботаническое описание
Многолетние наземные кустарники или небольшие деревья. 
Листья очерёдные, ланцетные, собраны в пучки на концах стеблей, черешковые, иногда с подобием прилистников у основания.
Соцветия пазушные, цимозные на длинных цветоносах — малоцветковое или многоцветковое, тип: сдвоенный монохазий или дихазий.
Венчик довольно короткий, трубчатый, скошенный колокольчатый, с широким зевом и распростёртыми долями отгиба; зеленоватого, коричневатого цвета, внутри с точечным рисунком.
тычинок 4, прикреплены довольно высоко над основанием венчика. Завязь нижняя.
Плод — сухая двустворчатая коробочка.

## Ареал
Карибский бассейн.

## Хозяйственное значение и применение
В культуре редко встречающееся растение.

## Виды
По данным The Plant List:
- Rhytidophyllum cumanense (Hanst.) L.E.Skog
- Rhytidophyllum earlei (Urb. & Britton) C.V.Morton
- Rhytidophyllum grande (Sw.) Mart.
- Rhytidophyllum lomense (Urb.) C.V.Morton
- Rhytidophyllum onacaense (Rusby) L.E.Skog
- Rhytidophyllum rupincola (Urb.) C.V.Morton
- Rhytidophyllum tomentosum (L.) Mart. — Ритидофиллум войлочный
- Rhytidophyllum viscidum (Urb.) C.V.Morton — Ритидофиллум клейкий